# Kalvarienberg (Bidingen)

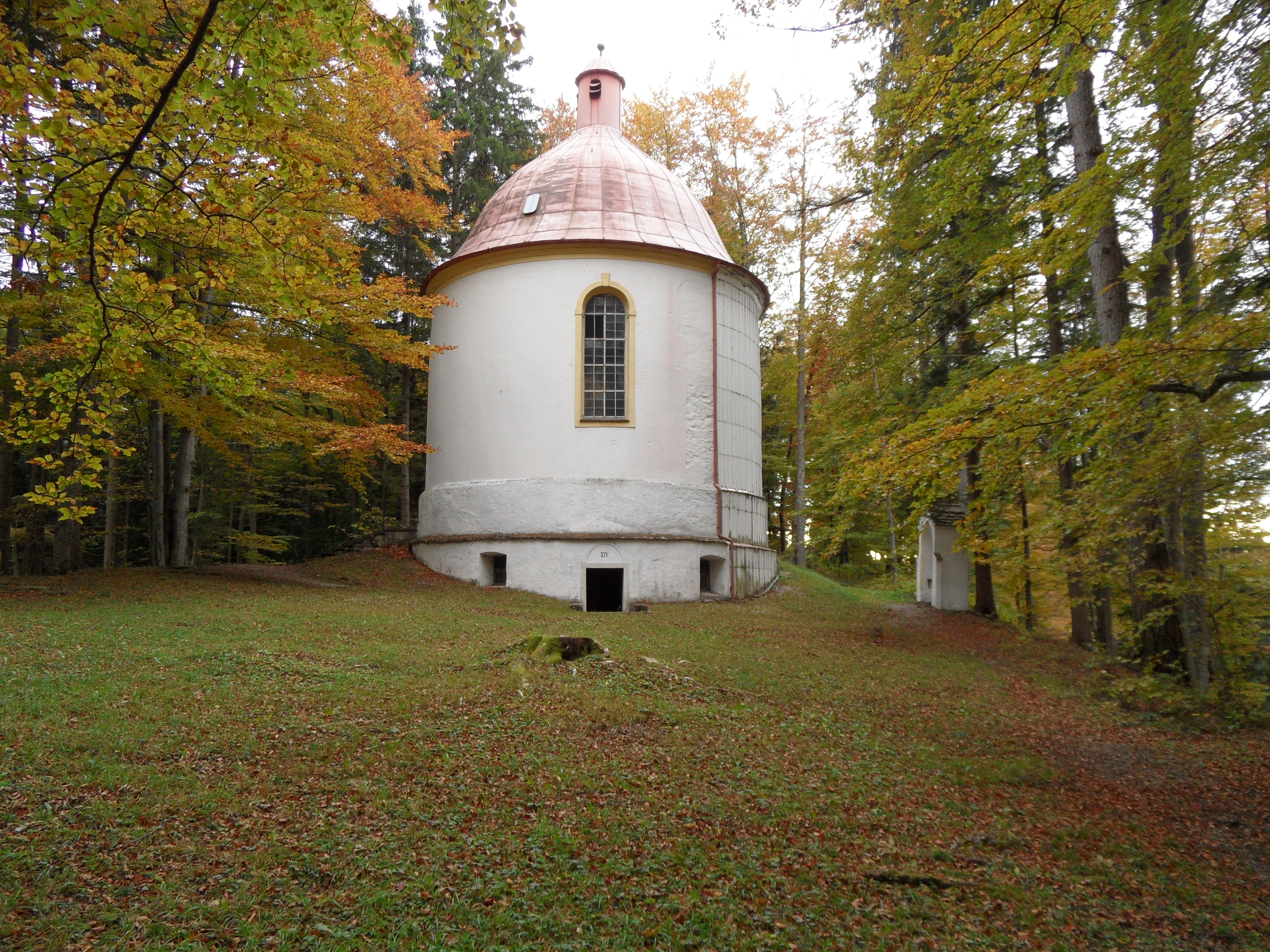
Die Grabkapelle auf dem Kalvarienberg Bidingen

Der Kalvarienberg in Bidingen ist ein Kreuzweg im Ortsteil Weiler, südlich des Hauptortes in der gleichnamigen Gemeinde Bidingen im schwäbischen Landkreis Ostallgäu. Bis 1725 fanden auf dem Kalvarienberg auch Passionsspiele statt, bis sie vom damaligen Bischof verboten wurden.
Der Kreuzweg wurde im Jahr 1730 errichtet und ist mit 14 bebilderten Stationen ausgestattet, wobei sich die 14. Station in einer Gruft an der Nordseite der Grabkapelle befindet. Die Gruft wurde als eine Art Tropfsteinhöhle errichtet. Die Bilder des Kreuzweges wurden zuletzt 1993 erneuert, da die Vorgänger stark verwittert waren. Am Fuße des Kreuzweges ist eine Ölbergkapelle aus dem Jahr 1894 zu sehen.
Die heutige Grabkapelle auf dem Berg stammt, wie der Kreuzweg, aus dem Jahr 1730 und wurde von Baumeister Johann Georg Fischer aus Marktoberdorf verwirklicht, nachdem eine hölzerne Kapelle aus dem Jahr 1670 an gleicher Stelle baufällig geworden war. Der heutige Rundbau der Kapelle ist dem Heiligen Grab in Jerusalem nachempfunden. Das Deckengemälde stammt vom Kirchenmaler Franz Xaver Bernhard aus dem Jahr 1768. Die Pieta und der Grabchristus in der Gruft stammen aus der neugotischen Zeit, als die Grabkapelle dem damaligen Zeitgeschmack angepasst wurde. Der Volksaltar wurde im Zuge der letzten Renovierung zwischen 1969 und 1974 ersetzt.